# Центральный совет бывших мусульман
Центральный совет бывших мусульман, (нем. Zentralrat der Ex-Muslime) — находящаяся в Германии ассоциация нерелигиозных лиц, которые ранее были мусульманами или происходят из исламских стран. Имеет филиалы в Великобритании и Скандинавии. Основана 21 января 2007 года. Дружественная организация, «Центральный комитет бывших мусульман», была открыта в Нидерландах. Среди основателей — иранская коммунистка и активистка борьбы за права человека и за права женщин Мина Ахади, турецкий публицист Арзу Токер, и сын иракского священника Нур Габбари.